# Disposable Hero
Disposable Hero est un jeu vidéo développé par l'équipe nééerlandaise Euphoria et édité par Gremlin Graphics en 1993, disponible sur l'ordinateur Amiga et la console Amiga CD32. C'est un shoot them up à défilement horizontal. Il a été conçu par Mario van Zeist.

## Système de jeu
Disposable Hero est un shoot them up dans la lignée de Scramble (1980) et R-Type (1987). Le joueur contrôle un vaisseau dans un environnement à défilement horizontal forcé et le but du jeu est de rallier la fin du niveau en détruisant les ennemis et en évitant les projectiles. L'action se déroule en 2879 : le joueur incarne un agent d'une unité de combat spécialisée, D-Hero, qui lutte contre une invasion extra-terrestre.
Le jeu contient cinq niveaux réguliers, contenant un ou plusieurs boss intermédiaires et un boss de fin, et un niveau boss final. Le jeu met l'accent sur des adversaires, peux nombreux mais résistants, et alterne des phases de combats et des phases de pur évitement. Il y a trois types d'objets à collecter dans le décor : les parchemins, qui sont à la base des améliorations du vaisseau, les bulles d'énergie, qui renflouent la jauge d'énergie, et les vaisseaux miniatures, qui rapportent une vie supplémentaire.
Le perfectionnement du vaisseau prend cours en s'arrêtant dans les laboratoires en forme de dômes disséminés à travers les niveaux. Les power up ne sont pas immédiatement disponibles au laboratoire, l'analyse des parchemins peut prendre plusieurs dizaines de secondes. Le joueur peut combiner les armes débloquées dans la limite de la puissance du moteur pour accroître la puissance de feu et l'adapter aux difficultés rencontrées dans les différentes sections. Il y a une trentaine d'améliorations au total (moteur, vitesse, tir triple, satellite lanceur de missile, bombe, lance-grenade, bouclier, etc); certaines sont réservées à un second vaisseau qui est débloqué au cours de la partie. Le jeu propose quatre modes de jeu qui déterminent la difficulté générale de la partie à travers le nombre d'ennemis et de projectiles, ou encore la quantité d'énergie récupérée lors des arrêts aux laboratoires.

## Développement
Disposable Hero a été développé par le jeune studio néerlandais Euphoria, qui prend racine dans la scène démo avec le groupe Boys Without Brains. Les producteurs, Laurens van der Donk et Mario van Zeist, ont été impliqués dans la conception de Hawkeye (1988, C64) et Flimbo's Quest (1990, Amiga, C64). Mario van Zeist a conçu et programmé le jeu. Un modeste Amiga 500 a été utilisé pour le développement ainsi que des logiciels tels que Deluxe Paint III et Protracker. Le nom de code du jeu était Impulse durant le développement; le titre final, littéralement Héros jetable, prend seulement son sens à la fin du jeu.
Hein Holt et Arthur van Jole ont créé les graphismes, les animations ainsi que le scénario. Les décors et les ennemis mêlent le mécanique et l'organique dans un style inspiré par l'artiste HR Giger. Rick Hoekman et Hein Holt ont composé les musiques du jeu, une dizaine de thèmes dans un style techno,. En 2006, le thème principal est repris dans l'album Immortal 3, qui revisite quelques-unes des meilleures compositions de jeux Amiga. Le programmeur Harald Holt et le graphiste Lars Verhoeff ont créé la scène cinématique d'introduction. L'écran-titre a la particularité de combiner deux résolutions ce qui a longtemps rendu son émulation imparfaite. L'illustration de la boîte du jeu est signée John Berkey.
L'éditeur anglais Gremlin Graphics a édité le jeu sur les principaux marchés européens. Les producteurs prévoyaient de vendre 35 000 exemplaires de la version originale. Le jeu a été adapté sur la console Amiga CD32 en 1994, une version très similaire à l'original à l'exception de la bande-son, réécrite et réarrangée par Jeroen Kimmel pour le support CD-ROM (une quinzaine de thèmes dont une poignée seulement est tirée de l'original). Le jeu a été réédité en 2000 dans la compilation The Best of Gremlin pour Amiga et Windows (via émulateur), à la fois dans sa version disquette et CD. 

## Accueil
Disposable Hero a reçu des critiques positives dans la presse spécialisée de l'époque. Amiga User International (86 %) trouve le gameplay « rapide, furieux et addictif » et salue la réalisation visuelle et musicale, l'une des plus sophistiquées sur le support. David Upchurch (The One, 83 %) note que la progression suit un schéma traditionnel agrémenté de quelques touches modernes et de sprites « éblouissants ». Marc Meunier (Tilt, 83 %) écrit qu'il s'agit d'un shoot'em up de qualité, avec un système d'armement « ingénieux », des graphismes « particulièrement réussis » et un scrolling « excellent ». Tony Dillon (Commodore User, 79 %) conclut qu'il s'agit d'un shoot them up « solide et soigné » à défaut d'être le plus original des jeux. La difficulté du jeu est un motif de plainte fréquent dans les tests,. Richard Jones (Amiga Format, 70 %) pense que la plupart des joueurs trouveront le jeu frustrant et qu'il se destine aux aficionados du genre. Selon Upchurch, les quatre niveaux de difficulté devraient au contraire permettre à la plupart de progresser. La version CD32 présente une difficulté revue à la baisse, une décision saluée par Commodore User (86 %) et Stuart Campbell (Amiga Power, 84 %),. Ce dernier considère qu'il s'agit de l'un des meilleurs représentants du genre sur Amiga.